# Ajla Tomljanović
Ajla Tomljanović (* 7. Mai 1993 in Zagreb) ist eine kroatisch-australische Tennisspielerin. Sie besitzt seit Januar 2018 auch die australische Staatsbürgerschaft.

## Karriere
Tomljanović, die im Alter von sieben Jahren mit dem Tennisspielen begann, hatte bereits als Juniorin internationale Erfolge vorzuweisen. 2009 gewann sie bei den Australian Open zusammen mit Christina McHale den Doppeltitel der Juniorinnen sowie den Doppelwettbewerb des renommierten International Casablanca Junior Cup an der Seite von Heather Watson. Dort setzte sie sich auch in der Einzelkonkurrenz durch und stieg in der Junioren-Tennisweltrangliste anschließend bis auf Position vier nach oben.
2008 sammelte Tomljanović erste Erfahrungen auf der ITF Women’s World Tennis Tour, auf der sie Ende 2009 ihr erstes Finale spielte und zum Auftakt der Saison 2010 in Plantation ihren ersten Titel bei einem Turnier der $25.000-Kategorie holte. Für die amerikanischen Premier-Mandatory-Turniere in Indian Wells und Miami erhielt sie jeweils eine Wildcard fürs Hauptfeld, sie verlor jedoch jeweils in der ersten Runde bei ihrem Debüt auf der WTA Tour. Nach zwei weiteren Finalteilnahmen in Pelham und Prag ging Tomljanović bei den French Open erstmals in der Qualifikation eines Grand-Slam-Turniers an den Start, scheiterte aber bereits zum Auftakt. 2011 gewann sie zwei weitere Titel auf dem ITF Circuit und landete in Budapest gegen Vanda Lukács ihren ersten Erfolg im Hauptfeld eines WTA-Turniers.
Aufgrund einer Erkrankung am Pfeifferschen Drüsenfieber konnte Tomljanović in der Saison 2012 nur sechs Turniere bestreiten und fiel in der Weltrangliste weit zurück. 2013 kehrte sie wiedererstarkt auf die Tour zurück, erreichte zwei Endspiele bei ITF-Turnieren, darunter das $100.000-Turnier in Midland, und als Wildcard das Achtelfinale in Miami. Im Anschluss konnte sie in Dothan ihren ersten Titel bei einem Turnier der $50.000-Kategorie gewinnen. Zudem qualifizierte sie sich in Wimbledon erstmals für das Hauptfeld eines Grand-Slam-Turniers, unterlag jedoch in Runde eins Bojana Jovanovski in der Verlängerung des dritten Satzes. Ihr erster Hauptrundenerfolg gelang ihr dann in New York, wo sie ebenfalls aus der Qualifikation kommend zum Auftakt Casey Dellacqua schlagen konnte. Das Jahr beendete Tomljanović erstmals in den Top 100 der Weltrangliste.
2014 gelang ihr bei den Australian Open an der Seite von Jarmila Wolfe mit dem Einzug ins Viertelfinale ihr bis dahin bestes Ergebnis im Doppel. Daneben überraschte sie bei den French Open mit einem Drittrundenerfolg über Agnieszka Radwańska, ihrem ersten Sieg gegen eine Top-10-Spielerin, bevor sie bei ihrer ersten Teilnahme im Achtelfinale eines Major-Turniers von Carla Suárez Navarro geschlagen wurde. Bei den US Open ging sie erstmals für Australien an den Start, nachdem sie dort die Niederlassungserlaubnis erhalten hatte. Bis zum Erhalt der australischen Staatsbürgerschaft 2018 repräsentierte sie ihre neue Heimat lediglich bei den vier Grand-Slam-Turnieren, da diese unmittelbar der ITF unterstehen; bei den restlichen Turnieren der WTA Tour spielte sie noch unter kroatischer Flagge.
Anfang 2015 erreichte Tomljanović in Pattaya ihr erstes WTA-Endspiel, in dem sie Daniela Hantuchová in drei Sätzen unterlag. Im folgenden Jahr musste sie sich nach ihrer Auftaktniederlage bei den Australian Open einer Operation an der Schulter unterziehen, nach der sie erst im März 2017 in Acapulco zurückkehrte. Anschließend erreichte sie in Miami mit dem Einzug in die dritte Runde ihr bestes Saisonergebnis. Im Laufe des Jahres konnte sie noch drei ITF-Endspiele erreichen, blieb aber ohne Titel. 2018 stand Tomljanović nach zwei Halbfinalteilnahmen zu Saisonbeginn bei Turnieren der WTA Challenger Series in Rabat in ihrem zweiten WTA-Endspiel, scheiterte jedoch an Elise Mertens. Auch ihr zweites Saisonfinale in Seoul verlor sie, dieses Mal gegen Kiki Bertens. Gegen Ende einer erneut wechselhaften Saison, in der sie in San José noch einmal ins Viertelfinale kam, überwinterte Tomljanović erstmals in den Top 50.
Nach dem Einzug ins Viertelfinale von Brisbane sowie ihrem mittlerweile vierten WTA-Endspiel in Hua Hin, in dem sie sich im Tiebreak des dritten Satzes gegen Dajana Jastremska geschlagen geben musste, konnte Tomljanović mit dem Triumph über Aryna Sabalenka in Miami nach knapp fünf Jahren ihren zweiten Erfolg gegen eine Spielerin aus den Top 10 verbuchen. Anschließend erzielte sie mit Platz 39 eine neue beste Weltranglistenposition. Bis zum Saisonabschluss hatte Tomljanović wieder mit schwankenden Resultaten zu kämpfen, wobei sie in Zhengzhou mit dem Einzug ins Halbfinale, nach einem Zweitrundenerfolg über Kiki Bertens, noch einmal aufhorchen ließ. Dort schied sie jedoch gegen die spätere Siegerin Karolína Plíšková aus und beendete die Saison knapp außerhalb der besten 50 der Welt.
Bei den Wimbledon Championships 2021 schlug sie sich als 72. der Weltrangliste erstmals in ihrer Karriere im Damenzeinzel eines Grand-Slam-Turniers bis ins Viertelfinale vor. Diesen Erfolg konnte sie an gleicher Stelle ein Jahr später (2022) wiederholen.
Im Februar 2010 trat sie in Lissabon gegen Portugal erstmals für Kroatien im Fed Cup an. In den Jahren 2010 und 2011 bestritt sie für das kroatische Fed-Cup-Team elf Partien, von denen sie vier gewinnen konnte.
Im Fed-Cup-Finale 2019 startete sie erstmals für die Mannschaft ihres neuen Heimatlandes Australien. Bei der 2:3-Niederlage ihres Teams gegen Frankreich ging sie zweimal im Einzel an Start, wobei sie zunächst gegen Kristina Mladenovic verlor, ihre zweite Begegnung gegen Pauline Parmentier aber gewinnen konnte.

## Turniersiege

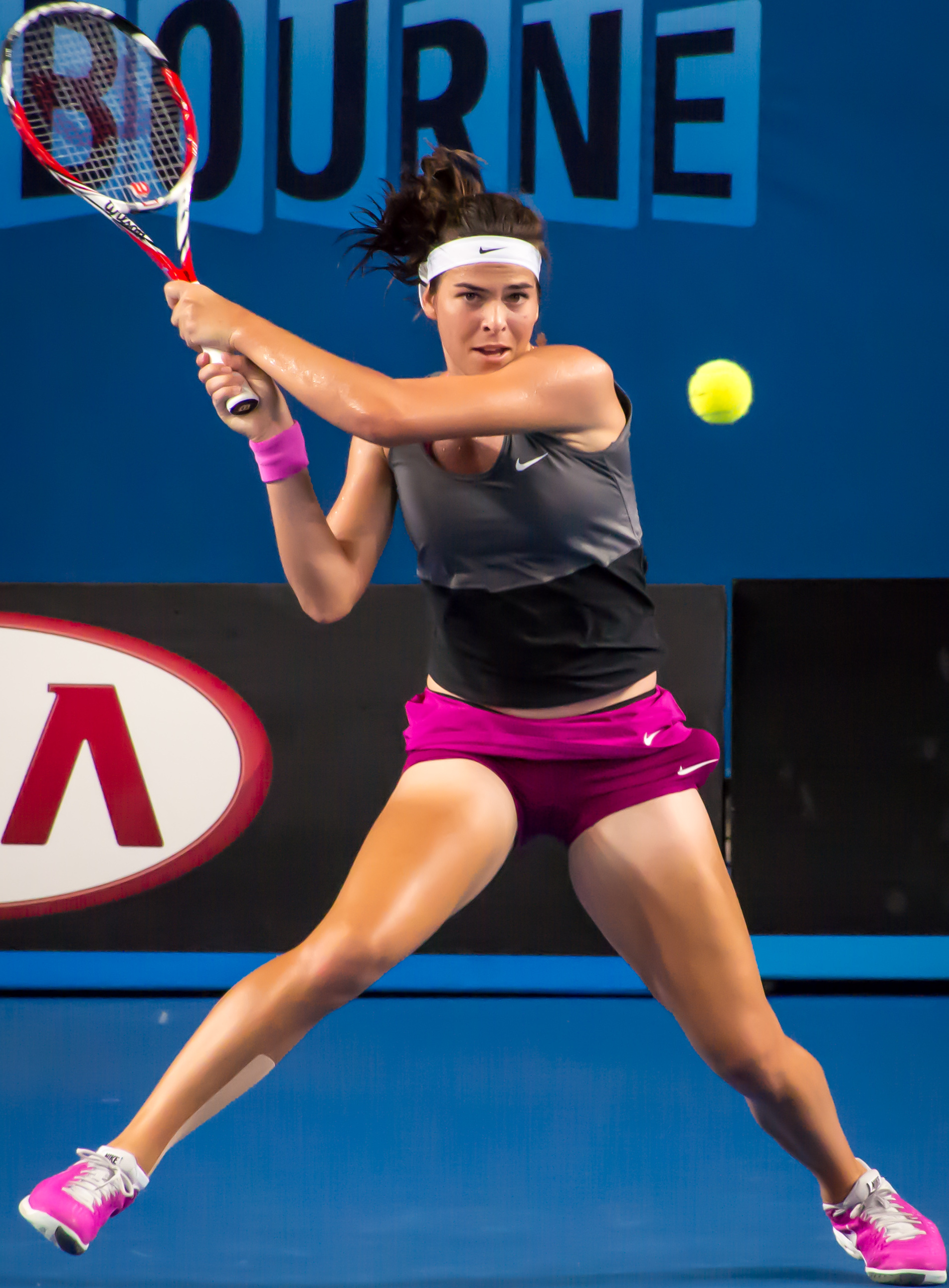
Ajla Tomljanović (2014)

### Einzel
| Nr. | Datum             | Turnier       | Kategorie      | Belag     | Finalgegnerin           | Ergebnis      |
| --- | ----------------- | ------------- | -------------- | --------- | ----------------------- | ------------- |
| 1.  | 17. Januar 2010   | Plantation    | ITF $25.000    | Sand      | Johanna Larsson         | 6:3, 6:3      |
| 2.  | 13. März 2011     | Clearwater    | ITF $25.000    | Hartplatz | Sessil Karatantschewa   | 7:63, 6:3     |
| 3.  | 29. Mai 2011      | Grado         | ITF $25.000    | Sand      | Alexandra Cadanțu       | 6:2, 6:4      |
| 4.  | 21. April 2013    | Dothan        | ITF $50.000    | Sand      | Zhang Shuai             | 2:6, 6:4, 6:3 |
| 5.  | 26. November 2023 | Florianópolis | WTA Challenger | Sand      | Martina Capurro Taborda | 6:1, 7:5      |
| 6.  | 6. Oktober 2024   | Hongkong      | WTA Challenger | Hartplatz | Clara Tauson            | 4:6, 6:4, 6:4 |

### Doppel
| Nr. | Datum             | Turnier | Kategorie   | Belag     | Partnerin       | Finalgegnerinnen                          | Ergebnis          |
| --- | ----------------- | ------- | ----------- | --------- | --------------- | ----------------------------------------- | ----------------- |
| 1.  | 10. Mai 2009      | Zagreb  | ITF $50.000 | Sand      | Petra Martić    | Ksenija Mileuskaja Anastassija Piwowarowa | 6:3, 6:74, [10:5] |
| 2.  | 30. Oktober 2011  | Bayamón | ITF $25.000 | Hartplatz | Chanel Simmonds | Victoria Duval Allie Kiick                | 6:3, 6:1          |
| 3.  | 13. November 2011 | Phoenix | ITF $75.000 | Hartplatz | Jamie Hampton   | Maria Sanchez Yasmin Schnack              | 3:6, 6:3, 6:3     |

## Karrierestatistik und Turnierbilanz

### Einzel
Die letzte Aktualisierung erfolgte nach dem WTA-Turnier in Bad Homburg 2025.
| Turnier                      | 2010              | 2011              | 2012              | 2013              | 2014              | 2015              | 2016             | 2017              | 2018              | 2019              | 2020              | 2021              | 2022              | 2023              | 2024      | 2025      | T / T       | S/N         | Sieg%       |
| ---------------------------- | ----------------- | ----------------- | ----------------- | ----------------- | ----------------- | ----------------- | ---------------- | ----------------- | ----------------- | ----------------- | ----------------- | ----------------- | ----------------- | ----------------- | --------- | --------- | ----------- | ----------- | ----------- |
| Australian Open              | –                 | Q2                | –                 | –                 | 2                 | 2                 | 1                | –                 | 1                 | 1                 | 2                 | 2                 | 1                 | –                 | 2         | 2         | 0 / 10      | 6:10        | 38 %        |
| French Open                  | Q1                | Q1                | Q1                | Q1                | AF                | 2                 | –                | 1                 | 1                 | 1                 | 1                 | 2                 | 2                 | –                 | 1         | 2         | 0 / 10      | 7:10        | 41 %        |
| Wimbledon                    | Q3                | Q1                | Q1                | 1                 | 1                 | 2                 | –                | –                 | 1                 | 2                 | n. a.             | VF                | VF                | –                 | 1         | 1         | 0 / 9       | 10:9        | 53 %        |
| US Open                      | Q2                | Q2                | –                 | 2                 | 1                 | 1                 | –                | 2                 | 2                 | 2                 | 1                 | 3                 | VF                | 2                 | 2         |           | 0 / 11      | 12:10       | 55 %        |
| Doha                         | n. a. / a. K.     | n. a. / a. K.     | –                 | –                 | –                 | a. K.             | –                | a. K.             | –                 | a. K.             | 2                 | a. K.             | 1                 | a. K.             | –         | –         | 0 / 2       | 1:2         | 33 %        |
| Dubai                        | –                 | –                 | andere Kategorie  | andere Kategorie  | andere Kategorie  | –                 | a. K.            | –                 | a. K.             | 1                 | a. K.             | –                 | a. K.             | –                 | –         | –         | 0 / 1       | 0:1         | 0 %         |
| Indian Wells                 | 1                 | –                 | –                 | Q2                | 2                 | 1                 | –                | 1                 | Q2                | 2                 | n. a.             | AF                | 2                 | –                 | –         | 1         | 0 / 8       | 6:8         | 43 %        |
| Miami                        | 1                 | 1                 | –                 | AF                | 3                 | 1                 | –                | 3                 | 2                 | 3                 | n. a.             | 2                 | 1                 | –                 | –         | 1         | 0 / 11      | 11:11       | 50 %        |
| Madrid                       | –                 | –                 | –                 | –                 | Q1                | 2                 | –                | –                 | –                 | 1                 | n. a.             | 1                 | 1                 | –                 | –         | 1         | 0 / 5       | 1:5         | 17 %        |
| Rom                          | –                 | –                 | –                 | –                 | Q2                | Q2                | –                | –                 | 1                 | 2                 | 1                 | 2                 | 2                 | –                 | –         | 1         | 0 / 6       | 3:6         | 33 %        |
| Kanada                       | Q1                | –                 | –                 | –                 | 1                 | Q2                | –                | –                 | –                 | 1                 | n. a.             | 1                 | 2                 | –                 | –         |           | 0 / 4       | 1:4         | 20 %        |
| Cincinnati                   | –                 | –                 | –                 | –                 | Q1                | –                 | –                | –                 | 2                 | 2                 | 1                 | –                 | VF                | –                 | 1         |           | 0 / 5       | 5:5         | 50 %        |
| Guadalajara                  | n. a. bzw. a. K.  | n. a. bzw. a. K.  | n. a. bzw. a. K.  | n. a. bzw. a. K.  | n. a. bzw. a. K.  | n. a. bzw. a. K.  | n. a. bzw. a. K. | n. a. bzw. a. K.  | n. a. bzw. a. K.  | n. a. bzw. a. K.  | n. a. bzw. a. K.  | n. a. bzw. a. K.  | 2                 | 1                 | a. K.     | a. K.     | 0 / 2       | 1:2         | 33 %        |
| Peking                       | –                 | –                 | –                 | –                 | Q2                | Q2                | –                | –                 | Q2                | 2                 | nicht ausgetragen | nicht ausgetragen | nicht ausgetragen | –                 | 1         |           | 0 / 2       | 1:2         | 33 %        |
| Wuhan                        | nicht ausgetragen | nicht ausgetragen | nicht ausgetragen | nicht ausgetragen | Q1                | 1                 | –                | –                 | –                 | 1                 | nicht ausgetragen | nicht ausgetragen | nicht ausgetragen | nicht ausgetragen | 1         |           | 0 / 3       | 0:3         | 0 %         |
| Olympische Spiele            | n. a.             | n. a.             | –                 | nicht ausgetragen | nicht ausgetragen | nicht ausgetragen | –                | nicht ausgetragen | nicht ausgetragen | nicht ausgetragen | nicht ausgetragen | 2                 | n. a.             | n. a.             | 1         | n. a.     | 0 / 2       | 1:2         | 33 %        |
| Billie Jean King Cup         | K1                | K1                | –                 | –                 | –                 | –                 | –                | –                 | –                 | F                 | HF                | HF                | F                 | RR                | VF        |           | 0 / 7       | 6:9         | 40 %        |
| Statistik                    | Statistik         | Statistik         | Statistik         | Statistik         | Statistik         | Statistik         | Statistik        | Statistik         | Statistik         | Statistik         | Statistik         | Statistik         | Statistik         | Statistik         | Statistik | Statistik | S/N         | S/N         | Sieg%       |
| Turnierteilnahmen            | 21                | 27                | 6                 | 24                | 26                | 25                | 2                | 21                | 24                | 29                | 12                | 24                | 25                | 5                 | 19        | 15        | Gesamt: 305 | Gesamt: 305 | Gesamt: 305 |
| Erreichte Finals             | 3                 | 3                 | 0                 | 5                 | 0                 | 1                 | 0                | 3                 | 2                 | 1                 | 0                 | 1                 | 0                 | 1                 | 2         | 0         | Gesamt: 22  | Gesamt: 22  | Gesamt: 22  |
| Gewonnene Titel              | 1                 | 2                 | 0                 | 1                 | 0                 | 0                 | 0                | 0                 | 0                 | 0                 | 0                 | 0                 | 0                 | 1                 | 1         | 0         | Gesamt: 6   | Gesamt: 6   | Gesamt: 6   |
| Hartplatz-Siege/-Niederlagen | 11:12             | 24:18             | 2:1               | 27:12             | 12:16             | 14:15             | 0:2              | 25:14             | 24:15             | 20:18             | 5:9               | 14:15             | 24:18             | 2:3               | 11:10     | 5:6       | 220:184     | 220:184     | 54 %        |
| Sand-Siege/-Niederlagen      | 21:6              | 14:6              | 5:4               | 15:8              | 10:7              | 7:7               | 0:0              | 4:6               | 7:6               | 7:7               | 0:3               | 10:6              | 7:6               | 5:0               | 2:4       | 6:6       | 120:82      | 120:82      | 59 %        |
| Rasen-Siege/-Niederlagen     | 3:2               | 1:2               | 0:1               | 6:2               | 2:3               | 2:4               | 0:0              | 0:0               | 5:3               | 4:4               | 0:0               | 6:3               | 7:3               | 0:0               | 8:3       | 5:3       | 49:33       | 49:33       | 60 %        |
| Teppich-Siege/-Niederlagen   | 0:0               | 0:0               | 0:0               | 0:1               | 0:0               | 0:0               | 0:0              | 0:0               | 0:0               | 0:0               | 0:0               | 0:0               | 0:0               | 0:0               | 0:0       | 0:0       | 0:1         | 0:1         | 0 %         |
| Gesamt-Siege/-Niederlagen    | 35:20             | 39:26             | 7:6               | 48:23             | 24:26             | 23:26             | 0:2              | 29:20             | 36:24             | 31:29             | 5:12              | 30:24             | 38:27             | 7:3               | 21:17     | 16:15     | 389:300     | 389:300     | 56 %        |
| Sieg%                        | 64 %              | 60 %              | 54 %              | 68 %              | 48 %              | 47 %              | 0 %              | 59 %              | 60 %              | 52 %              | 29 %              | 56 %              | 58 %              | 70 %              | 55 %      | 52 %      | Gesamt:     | Gesamt:     | 56 %        |
| Jahresendposition            | 157               | 145               | 453               | 78                | 63                | 66                | 930              | 151               | 43                | 51                | 68                | 45                | 33                | 549               | 85        |           | N/A         | N/A         | N/A         |

Zeichenerklärung: S = Turniersieg; F, HF, VF, AF = Einzug ins Finale / Halbfinale / Viertelfinale / Achtelfinale; 1, 2, 3 = Ausscheiden in der 1. / 2. / 3. Hauptrunde; KF (kleines Finale) = unterlegen im Spiel um Platz drei; RR = Round Robin (Gruppenphase); n. a. = nicht ausgetragen; a. K. = andere Kategorie; PO (Play-off) = Auf- und Abstiegsrunde im Billie Jean King Cup; K1, K2, K3 = Teilnahme in der Kontinentalgruppe I, II, III im Billie Jean King Cup.
Anmerkung: Diese Statistik berücksichtigt alle Ergebnisse im Einzel bei ITF- und WTA-Turnieren. Als Quelle dient die ITF-Seite der Spielerin. Dargestellt sind nur WTA-Turniere der Kategorien Premier Mandatory und Premier 5 (2009–2020) bzw. die WTA-Turniere der Kategorie 1000 (seit 2021).

### Doppel
| Turnier         | 2014 | 2015 | 2016 | 2017 | 2018 | 2019 | 2020 | 2021 | 2022 | 2023 | 2024 | 2025 | Karriere |
| --------------- | ---- | ---- | ---- | ---- | ---- | ---- | ---- | ---- | ---- | ---- | ---- | ---- | -------- |
| Australian Open | VF   | 2    | 2    | —    | 1    | 1    | 1    | 1    | —    | —    | 2    | —    | VF       |
| French Open     | 1    | 1    | —    | 2    | 1    | 1    | 2    | 2    | AF   | —    | 1    | —    | AF       |
| Wimbledon       | 1    | AF   | —    | —    | 1    | 2    |      | 1    | 1    | —    | —    | 1    | AF       |
| US Open         | AF   | 1    | —    | 1    | AF   | 2    | —    | 2    | 1    | —    | 1    |      | AF       |

## Privates
Ihr Vater Ratko war Kapitän der kroatischen Handballnationalmannschaft.